# Britannia (Spiel)
Britannia ist ein Brettspiel von Lewis E. Pulsipher. Die erste Edition erschien auf Englisch 1986 im Vereinigten Königreich bei Gibsons Games und 1987 in den Vereinigten Staaten bei Avalon Hill. 1991 verlegte Welt der Spiele eine deutsche Version. 2006 erschien das Spiel in einer stark überarbeiteten zweiten Edition dann bei Fantasy Flight Games. Diese Ausgabe wurde durch den Heidelberger Spieleverlag auf Deutsch übersetzt und Ende 2008 veröffentlicht.
In dem Spiel wird die etwa 1000-jährige Geschichte Großbritanniens von der Eroberung durch die Römer bis zur Eroberung durch die Normannen simuliert.

## Spielbeschreibung
Die Spieler, deren Anzahl optimalerweise bei 4 liegt (Spiele mit 3 oder 5 Spielern sind mit Sonderregeln möglich, aber sehr unausgewogen), verkörpern dabei einige der auf der Insel ansässigen Völker, die jeweils andere Aufgaben verfolgen: während die Römer versuchen, ihre Macht durch den Bau von Festungsanlagen zu stärken, versuchen die Waliser, ihre Unabhängigkeit zu bewahren. Im Laufe der Zeit kommen weitere Völker als Invasoren hinzu, während andere ausgelöscht werden. Wie auch bei anderen, ähnlich gelagerten, Spielen aus dem Hause Welt der Spiele wie Civilization oder Empire liegt auch bei Britannia die Spielzeit bei mehreren Stunden.
Es gibt 4 Farben, die in der Vier-Spieler-Variante den 4 Spielern zugeordnet sind:
- Blau: Belgae, Pikten, Angeln, Normannen
- Gelb (2. Edition) oder Violett (1. Edition): Römer und Romano-Briten, Skoten, Dubliner, Norweger
- Rot: Briganten, Iren, Nordmänner, Sachsen
- Grün (2. Edition) oder Schwarz (1. Edition): Waliser, Kaledonier, Jüten, Dänen

Die Karte Großbritanniens ist in 37 Ländereien wie Avalon, Kent, Mercia etc. aufgeteilt, davon 20 in England, 10 in Schottland und 7 in Wales. In diesen Ländern gibt es eine Ursprungsbevölkerung. Invasoren befinden sich zunächst auf einem der sechs Seegebiete. Irland und die Normandie sind auf der Karte abgebildet, spielen im Spiel aber keine Rolle.
In 16 Runden, die jeweils einen Zeitraum von 60 bis 75 Jahren abdecken, werden dann die Einheiten der Völker gezogen.
Befinden sich Einheiten mehrerer – auch gleichfarbiger – Völker in einem Land, so kommt es zur Schlacht. Das Ergebnis wird ausgewürfelt. Der Angreifer gewinnt bei 5 und 6, im Bergland oder gegen Römer bei 6 (Ausnahme: Kastelle). Römer und Kavallerieeinheiten gewinnen bei 4, 5 und 6, im Sumpf- und Bergland bei 5 und 6. Verbessert wird der Angriffswert durch einen Anführer, der in bestimmten Runden auftaucht, beispielsweise Artus bei den Romano-Briten oder Harold bei den Sachsen.
Am Ende jeder Runde findet Bevölkerungswachstum (neue Einheiten in Abhängigkeit besessener Länder) statt. In bestimmten Runden werden die Punkte gezählt. Jedes Volk hat für jedes Land eine bestimmte Punktzahl, wenn es das Land besitzt. Die Punktzahlen richten sich nach dem historischen Verlauf. Die Römer erhalten z. B. keine Punkte für die Hebriden, viele Punkte hingegen für Sussex.
Weitere Punkte können das Töten eines Anführers (das Besiegen aller Einheiten, die mit ihm unterwegs sind in einem Land), so wie die Mehrheit bei der Wahl des Bretwalda oder später des Königs bringen.
Das Spiel bringt demjenigen Spieler eine hohe Punktzahl, der seine Völker möglichst ähnlich dem historischen Verlauf siedeln lässt. Dennoch kann die Geschichte Britanniens völlig anders verlaufen, z. B. ein Ire englischer König werden oder Angeln, Sachsen und Schotten völlig aussterben.

## Ländereien
Im Spiel gibt es folgende 37 Ländereien und 6 Seegebiete:
- Schottland: Orkney, Hebriden, Caithness, Skye, Moray, Mar, Alban (schottisch-gälischer Name von Schottland), Dalriada, Dunedin, Strathclyde
- England: Lothian, Galloway, Cumbria, Pennines, Bernicia, Cheshire, Yorkshire, March, Nordmercia, Südmercia, Lindsey, Hwicce, Norfolk, Suffolk, Avalon, Downlands, Wessex, Essex, Sussex, Kent
- Wales: Gwynedd, Clwyd, Powys, Dyfed, Gwent, Cornwall, Devon
- Seegebiete: Europäisches Nordmeer, Irische See, Atlantischer Ozean, Ärmelkanal, Southern Bight, Nordsee